# Ashes Divide
Ashes Divide (zwykle zapisywane jako ASHES dIVIDE, aby oddać wygląd logo zespołu) jest amerykańskim rockowym zespołem założonym przez gitarzystę Billiego Howerdela, który poprzednio stworzył zespół A Perfect Circle. Howerdel jest jedynym autorem tekstów, muzykiem, producentem oraz wokalistą w tym zespole.
Pierwszym singlem zespołu był, „The Stone”, którego premiera się odbyła 22 stycznia 2008. Debiutancki album zatytułowany Keep Telling Myself It’s Alright, ukazał się na rynku 8 kwietnia. Jak powiedział Howerdel chicagowskiej radiostacji Q101 data ukazania się płyty została opóźniona przez wytwórnię, gdyż pierwotnie wydanie zaplanowano na 18 marca. Na albumie gościnnie wystąpili Josh Freese (perkusja) oraz Devo Keenan (wiolonczela), syn Maynarda Jamesa Keenana. Kolejni goście którzy wnieśli swój wkład w nagranie płyty to:perkusita Dean Sainz, znany z zespołu Concrete Blonde – Johnette Napolitano, Matt Skiba z Alkaline Trio oraz była basistka A Perfect Circle Paz Lenchantin.
Podczas trasy koncertowej promującej płytę zespół stanowiło: Jeff Friedl na perkusji, Matt McJunkins na gitarze basowej, Andy Gerold na gitarze prowadzącej oraz Adam Monroe na pianinie/keyboardzie.
Ashes Divide koncertowało wspólnie z Linkin Park na trasie koncertowej o tytule Projekt Revolution 2008. Wraz z nim występowali także w tym czasie Chris Cornell, The Bravery oraz Busta Rhymes. Inne zespoły to Atreyu, 10 Years, Hawthorne Heights, Armor For Sleep, oraz Street Drum Corps. Zespół Ashes Divide występował także wraz z Stone Temple Pilots i Filter.

## Dyskografia

### Albumy
- 2008: Keep Telling Myself It’s Alright 36. miejsce w USA

### Single
| Rok  | Tytuł       | Najwyższe miejsce | Najwyższe miejsce          | Najwyższe miejsce      | Album                            |
| Rok  | Tytuł       | Billboard Hot 100 | Hot Mainstream Rock Tracks | Hot Modern Rock Tracks | Album                            |
| ---- | ----------- | ----------------- | -------------------------- | ---------------------- | -------------------------------- |
| 2008 | „The Stone” | —                 | 7                          | 10                     | Keep Telling Myself It’s Alright |
| 2008 | „Enemies"   | —                 | —                          | —                      | Keep Telling Myself It’s Alright |
| 2008 | „The Prey"  | —                 | —                          | —                      | Keep Telling Myself It’s Alright |